# Sächsisches Lössgefilde
Als Sächsisches Lössgefilde wird eine Naturregion in Sachsen bezeichnet. Die Systematik der Naturräume in Sachsen gruppiert die naturräumlichen Einheiten der oberen chorischen Stufe (Makrogeochoren) zu drei Naturregionen, um ihre Einordnung im regionischen Maßstab zu verdeutlichen.
Bei grenzüberschreitender Betrachtung stellt sich das sächsische Lössgefilde als Teil des von Belgien bis in die Ukraine reichenden europäischen Lössgürtels dar, andererseits wird es mit einem Großteil seines Gebiets im Rahmen der Gliederung Deutschlands in naturräumliche Großregionen auch dem Norddeutschen Tiefland zugerechnet. Die Naturregion zieht sich als mehr oder weniger breites Band quer durch Sachsen und nimmt etwa 50 % der Landesfläche ein. Am Westrand beträgt ihre Nord-Süd-Ausdehnung etwa 100 km, am Ostrand etwa 40 km. In der Gegend von Bautzen wird sie zwischen den benachbarten Naturregionen bis auf etwa 15 km zusammengedrängt. Im Norden grenzt das durch glaziäre und fluvioglaziale Sedimente charakterisierte Sächsisch-Niederlausitzer Heideland an, das ebenfalls Teil des Norddeutschen Tieflandes ist. Die südliche Begrenzung bildet das Sächsische Bergland und Mittelgebirge, das zur naturräumlichen Großregion Mittelgebirgsschwelle gehört.
Verbindende Merkmale der zum Lössgefilde gerechneten Naturräume sind die mehr oder weniger mächtigen Decken aus äolischen Sedimenten der Weichselkaltzeit (Löss, Sandlöss, Treibsand), die dadurch bedingten Mikroreliefformen und Bodengesellschaften sowie die Pflanzengesellschaften der potentiellen natürlichen Vegetation. Der Einfluss des recht verschiedenartig aufgebauten tieferen geologischen Untergrundes tritt demgegenüber zurück.
Mit dem Ausdruck „Gefilde“ werden in Sachsen von alters her Gegenden bezeichnet, deren Landschaftsbild durch Felder geprägt wird, d. h. in denen die ackerbauliche Nutzung dominiert. Meist handelt es sich um Altsiedelland, das bereits seit vielen Jahrhunderten in Kultur ist, teils auch um Altsiedellandschaften mit bis in die Vorgeschichte zurückreichenden Kulturnachweisen. Der Wald besitzt in diesen Gebieten heute nur noch einen Flächenanteil um 5 % und ist oft an Sonderstandorte gebunden. Entsprechend fragmentarisch sind die Relikte der natürlicherweise großflächig zu erwartenden Waldgesellschaften Waldlabkraut-Hainbuchen-Eichenwald und Hainsimsen-Eichen-Buchenwald. Das sächsische Lössgefilde beherbergt etwa 16 % der Naturschutzgebietsfläche Sachsens, verteilt auf 78 Gebiete (vgl. Liste der Naturschutzgebiete in Sachsen). Der Anteil der NSG an der Fläche der Naturregion ist mit 0,9 % weit unterdurchschnittlich, jedoch gibt es viele Flächennaturdenkmale, die in Sachsen bis zu fünf Hektar groß sein können.

## Naturräumliche Gliederung
Dem sächsischen Lössgefilde werden aktuell folgende Makrogeochoren zugeordnet (zur Feingliederung siehe Liste der naturräumlichen Einheiten in Sachsen):
- Leipziger Tieflandsbucht
- Bergbaurevier Südraum Leipzig (stark technogen überprägt)
- Ostthüringisches Lösshügelland (großenteils in Thüringen, dort als „Altenburger Lößgebiet“)
- Nordsächsisches Platten- und Hügelland
- Mittelsächsisches Lösshügelland
- Mulde-Lößhügelland
- Erzgebirgsbecken
- Großenhainer Pflege
- Lommatzscher Pflege
- Dresdener Elbtalweitung
- Östliches Erzgebirgsvorland
- Westlausitzer Hügel- und Bergland
- Oberlausitzer Gefilde
- Östliche Oberlausitz

Außerdem randlich und überwiegend außerhalb des sächsischen Bearbeitungsgebietes:
- Köthener Ebene (größtenteils in Sachsen-Anhalt, dort als Landschaftseinheit „Köthener Ackerland“)
- Hallesches Lösshügelland (größtenteils in Sachsen-Anhalt, dort als Landschaftseinheit „Hallesches Ackerland“)

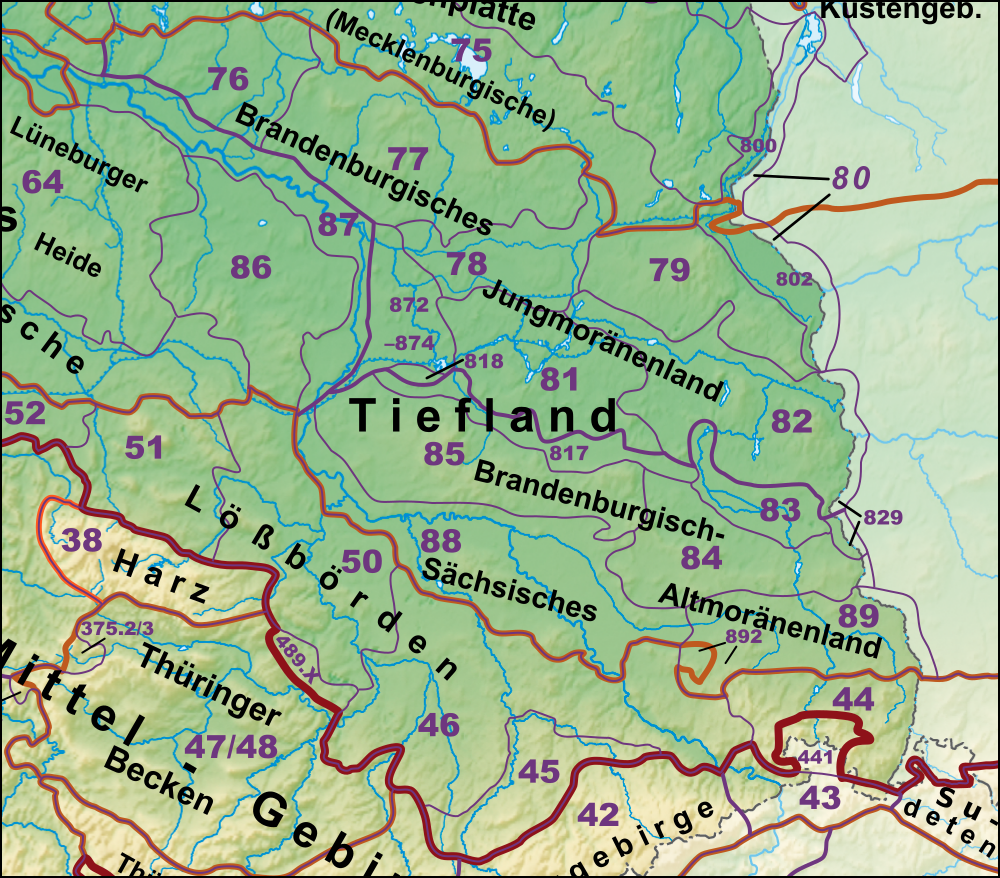
Naturräumliche Gliederung Deutschlands

Der Gliederungsentwurf des Handbuch der naturräumlichen Gliederung Deutschlands aus den 1950er Jahren verteilte die Vorläufer dieser Naturräume als sogenannte Haupteinheiten noch auf mehrere Haupteinheitengruppen, die sich teils an geomorphologischen Großformen, teils an traditionellen Landschaftsbegriffen orientierten (Auszug):
- 44 OBERLAUSITZ
  - 440 Neißegebiet
  - (441 Lausitzer Bergland → heute dem Sächsischen Bergland und Mittelgebirge zugeordnet)
  - 442 Ostlausitzer Vorberge
  - 443 Westlausitzer Vorberge
  - 444 Lausitzer Gefilde
- 45 ERZGEBIRGSVORLAND
  - 450 Mittelsächsisches Lößlehmhügelland
  - 451 Erzgebirgisches Becken
  - 452 Oberes Pleißeland
- 46 SÄCHSISCHES HÜGELLAND (EINSCHL. LEIPZIGER LAND)
  - 460 Dresdener Elbtalgebiet
  - 461 Lausitzer Platte
  - 462 Großenhainer Pflege
  - 463 Mittelsächsisches Lößgebiet
  - 464 Oschatzer Hügelland
  - 465 Grimmaer Porphyrhügelland
  - 466 Altenburg-Zeitzer Lößgebiet
  - 467 Leipziger Land

Bereits 1960 veröffentlichte Ernst Neef einen alternativen Entwurf, mit dem der Begriff der „Sächsischen Gefildezone“ eingeführt wurde. Der Erkenntnisfortschritt und die weiterentwickelte bzw. überhaupt erst geschaffene Datenbasis führten in den folgenden Jahrzehnten zu diversen Veränderungen sowohl in der Grenzziehung als auch in der Hierarchie. So werden einige einstige Haupteinheiten wie das Oschatzer Hügelland heute als Mesogeochoren eingestuft.
Bei Vergleichen zwischen der historischen und der aktuellen Gliederung sind außerdem die Verschiebungen der politischen Territorien zu beachten. Um 1960 waren unter dem Bearbeitungsgebiet „Sachsen“ die drei DDR-Bezirke Leipzig, Karl-Marx-Stadt (Chemnitz) und  Dresden zu verstehen. Dem 1990 wiedererrichteten Freistaat Sachsen wurden die vorher „brandenburgischen“ Kreise Weißwasser und Hoyerswerda zugeschlagen, während die Kreise Altenburg und Schmölln an Thüringen übergingen.